# JavaOS
JavaOS — микроядерная операционная система на базе Java, разработанная как фреймворк для кнопочных телефонов и первых смартфонов. Наличие поддержки JavaOS в телефоне позволяло устанавливать игры, приложения через встроенный WAP-браузер, по Bluetooth, или через ИК‑порт. С начала 2000-х годов считается устаревшей операционной системой.
О планах по созданию JavaOS объявлено в 1996 году компанией JavaSoft (дочерней организацией Sun Microsystems), она описывалась как компактная операционная система, предназначенная для запуска на любых устройствах, «от сетевых компьютеров до пейджеров». В 1998 году Sun пригласила IBM для ускорения её развития; при этом, по мнению IBM, основное внимание в проекте уделялось сетевому компьютеру, а не другим видам клиентов.
Платформы, на которых работало ядро JavaOS — ARM, PowerPC, SPARC, StrongARM, IA-32. В отличие от большинства практических операционных систем, которые написаны на Си, полностью написана на Java, от ядра до графической и оконной системы, реализующей AWT API; в том числе все драйверы устройств создавались на Java и выполнялись в JVM. Приложения для JavaOS разрабатывались не только для телефонов, но и для телевизионных приставок, сетевых устройств, банкоматов. Также система поставлялась с JavaStation. В конце 1990-х годов JavaSoft предоставила лицензии более, чем 25 производителям, включая Oracle, Acer, Xerox, Toshiba и Nokia.
В 1999 году Sun и IBM объявили о закрытии проекта. В 2003 году материалы Sun ссылались на JavaOS как на «устаревшую технологию», рекомендуя использовать Java ME, оставляя выбор конкретной среды операционным системам.